# グレッグ・ガニア
グレッグ・ガニア（Greg Gagne、本名：Gregory Alan Gagne、1948年7月27日 - ）は、アメリカ合衆国の元プロレスラー。ミネソタ州ロビンズデール出身。
「AWAの帝王」と呼ばれたバーン・ガニアの息子であり、AWAのブッカーとしても活動した。

## 来歴

### キャリア初期
父親であるバーン・ガニアのトレーニングを受け、1972年に父が運営するAWAにてデビュー。トレーニング・キャンプの同期には、リック・フレアー、ケン・パテラ、コシロ・バジリらがいた（デビュー後はフレアーとの試合が頻繁に組まれ、両者は親友の間柄になったという）。
翌1973年9月には当時AWAと提携していた国際プロレスに初来日。『第5回IWAワールド・シリーズ』に出場したものの、キャリア不足のために白星配給係に甘んじた（リーグ戦の決勝はラッシャー木村とブラックジャック・マリガンで争われ、木村がマリガンを下し優勝している）。

### ハイ・フライヤーズ

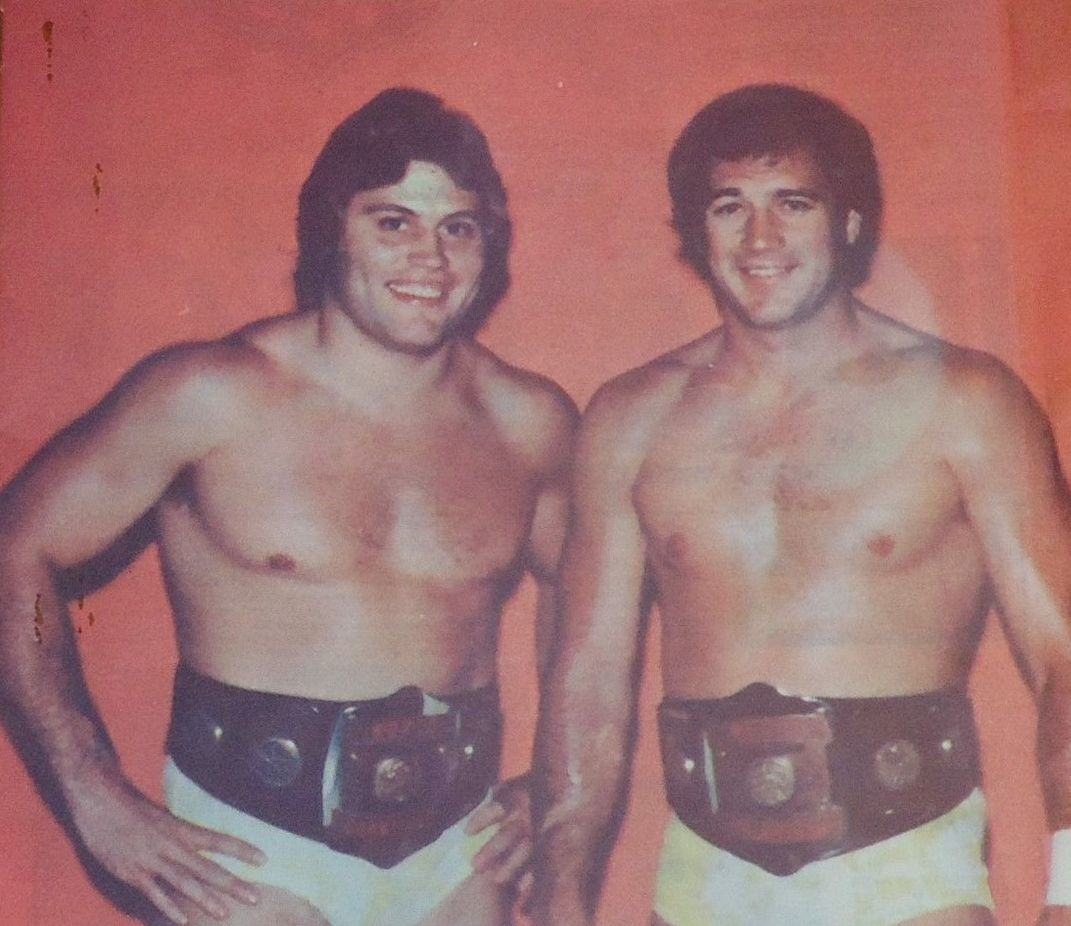
ジム・ブランゼル（左）とのハイ・フライヤーズ（1977年）

1976年、同期の "ジャンピング" ジム・ブランゼルとハイ・フライヤーズ（The High Flyers）を結成し、1977年7月7日にブラックジャック・ランザ&ボビー・ダンカンからAWA世界タッグ王座を奪取。以降、バリアント・ブラザーズ（ジミー・バリアント&ジョニー・バリアント）やブロンド・ボンバーズ（レイ・スティーブンス&パット・パターソン）などのチームを相手に長期政権を築くが、1978年9月にブランゼルが負傷し防衛戦を行えなくなったことにより王座を剥奪された。
以降はシングルプレイヤーとしての活動を続け、ニック・ボックウィンクルのAWA世界ヘビー級王座に再三挑戦。また、当時バーン・ガニアと良好な提携関係を結んでいたビンス・マクマホン・シニアのWWFにもゲスト参戦し、1980年4月21日のMSG定期戦ではカルロス・ホセ・エストラーダに勝利。同年8月9日にニューヨークのシェイ・スタジアムで行われたビッグ・イベント "Showdown at Shea" にも出場している。
1981年からはAWAに復帰したブランゼルとハイ・フライヤーズを再結成。同年6月14日、イースト・ウエスト・コネクション（ジェシー・ベンチュラ&アドリアン・アドニス）を破りAWA世界タッグ王座に返り咲く。以降1983年6月26日にザ・シークス（シーク・アヤトーラ・ブラックウェル&ローレンス・オブ・アラビア）に敗れるまで、2年間に渡ってタイトルを保持した。
この間の1982年5月末、AWA世界タッグ王者チームとしてブランゼルと共に全日本プロレスに参戦。6月8日に蔵前国技館にてリッキー・スティムボート&大仁田厚を相手に防衛戦を行っている。王座陥落後の1984年4月にもブランゼルとのハイ・フライヤーズで全日本に再来日し、PWF世界タッグ王座の決定リーグ戦に出場した。この来日時には、4月19日に郡山にてジャンボ鶴田のAWA世界ヘビー級王座（同年2月にニック・ボックウィンクルを破り戴冠）にも挑戦している。

### AWA末期
ブランゼルのWWF移籍後は1985年にブルーザー・ブロディと単発抗争。サージェント・スローターのパートナーとなりコンバット・スタイルに変身したこともあった。また、ブッカーとしてオフィス業務も兼任、1986年にはミッドナイト・ロッカーズ（マーティ・ジャネッティ&ショーン・マイケルズ）をブッキングし、ベテラン中心だったAWAの選手層を若返らせ、女性ファンや子供ファンの動員を図った。
しかし当時のAWAは、全米侵攻を進めるWWFとのレスリング・ウォーで苦戦を強いられ、観客数が年々激減。興行の規模も選手の顔ぶれも最盛期と比べ大幅にスケールダウンしていく中、グレッグはブッカー兼務の主力ベビーフェイスとしてカート・ヘニングやラリー・ズビスコら新AWA世界王者との抗争を続けた。1987年12月には旧敵アドリアン・アドニスを破り、ESPNでの放送用に新設されたAWAインターナショナルTV王座の初代チャンピオンとなっている。
1989年10月1日、空位となっていたAWA世界タッグ王座の争奪トーナメントにポール・ダイヤモンドと組んで出場、デストラクション・クルー（ウェイン・ブルーム&マイク・イーノス）との決勝戦に臨んだが、試合に乱入してきたコキーナ・マキシマスの攻撃により足を負傷して引退。以降はオフィス業務に専念しつつ、放送席でのカラー・コメンテーターも担当したが、AWAは1991年に活動を停止した。

### AWA以降
AWA崩壊後、1990年代半ばにAWA時代の部下でもあったエリック・ビショフの仲介でWCWのブッキング・コミッティに参画していたが、ビショフとの間に軋轢が生じて解雇されている。
アトランタからミネソタに戻ると、ブルーミントンにて友人の経営する三菱自動車の販売代理店に勤務。AWAでのブッカー時代に培ったマーケティング・ノウハウを活かし、売上拡大に貢献したという。以後、しばらくプロレスリング・ビジネスから離れることとなった。
2006年、父バーン・ガニアのWWE殿堂入りが決定し、4月1日にイリノイ州ローズモントで行われた顕彰セレモニーにてインダクターを担当。バーン共々、公の場に久々に姿を見せた。その後はフルタイムのロード・エージェントとしてWWEと契約、6月からはOVWやDSWなど当時の下部団体にてブッカーやトレーナーも務めたが、9月にWWEを解雇された。
以降は自動車販売代理店に復職してマネージャーを務める一方、旧友のジム・ブランゼルらと共にプロレスリング・スクール "Gagne Wrestling Association" を運営、後進の指導・育成にあたっている。

## 得意技
- スリーパーホールド
- ドロップキック

## 獲得タイトル
- AWA世界タッグ王座：2回（w / ジム・ブランゼル）[6]
- AWAインターナショナルTV王座：2回[14]